# MaK G 1100 BB
Unter der Bezeichnung MaK G 1100 BB baute die Maschinenbau Kiel (MaK) zwischen 1969 und 1978 einen vierachsigen Lokomotivtyp mit dieselhydraulischem Antrieb. Als leistungsstärkste Variante des zweiten Lokomotivtypenprogramms der MaK war die Baureihe somit Nachfolgerin der MaK 1200 D aus dem ersten MaK-Typenprogramm. Im EBA-Fahrzeugregister ist dem Lokomotivtyp die Baureihenbezeichnung 98 80 0261 zugeteilt.

## Technische Merkmale
Die Achsfolge der MaK G 1100 BB ist B'B', sie besitzt also zwei Drehgestelle mit je zwei angetriebenen Radsätzen. Der verwendete Motor des Typs MaK 6M282 AK mit Aufladung und Ladeluftkühlung entwickelt eine Höchstleistung von 810 kW (1100 PS) bei 1000/min. Die Baureihe wurde mit zwei verschiedenen hydrodynamischen Getriebebauarten der Firma Voith ausgeliefert, die Höchstgeschwindigkeit beträgt maximal 60 km/h. Die Kraftübertragung von der tief zwischen den Drehgestellen liegenden Getriebeausgangswelle erfolgt über Gelenkwellen und Radsatzvorgelege auf die jeweils inneren Radsätze, von diesen über einen Durchtrieb des Vorgeleges aus über eine weitere Gelenkwelle auf das Vorgelege der äußeren Radsätze. Die Dienstmasse liegt je nach Ausführung zwischen 68 und 80 Tonnen, der Tankinhalt beträgt 3000 Liter.

## Einsatz
Zwischen 1969 und 1978 wurden für neun verschiedene Kunden insgesamt 17 Lokomotiven des Typs gebaut. Mit vier Exemplaren war die Eisenbahn Altona-Kaltenkirchen-Neumünster der größte Abnehmer. Oftmals ersetzten die Maschinen noch vorhandene Dampflokomotiven oder Diesellokomotiven geringerer Leistung und wurden oder werden bis heute im mittelschweren Güterzug- und schweren Rangierdienst eingesetzt. Alle Lokomotiven sind bis heute vorhanden und versehen bei verschiedenen Eisenbahnen in Deutschland und Italien ihren Dienst.
| Liste der MaK G 1100 BB |         |                           |                                                               |                        |             |
| Fabriknummer            | Baujahr | Erster Eigentümer         | Verbleib                                                      | Fahrzeugregisternummer | Anmerkungen |
| 800161                  | 1969    | Solvay Rheinberg 8        | Ferrovia Adriatico Sangritana                                 |                        |             |
| 800162                  | 1969    | WHE 18                    | Rangier-, Service- und Transportgesellschaft mbH, St. Ingbert | 98 80 0261 001-8 D-RST |             |
| 800164                  | 1969    | VPS M 18                  | Ferrovia Adriatico Sangritana 30                              |                        |             |
| 800165                  | 1970    | BE D 21                   | IDR 3                                                         |                        |             |
| 800166                  | 1970    | AKN V2.016                | Salcef Rom 4                                                  |                        |             |
| 800167                  | 1971    | AKN V2.017                | AKN V2.017                                                    | 98 80 0261 005-9 D-AKN |             |
| 800168                  | 1972    | AKN V2.018                | Salcef Rom 6                                                  |                        |             |
| 800169                  | 1971    | AKN V2.019                | Serfer Genua K 220                                            |                        |             |
| 800171                  | 1971    | Badoni Mailand 8          | Edile Ferroviari T 6609                                       |                        |             |
| 800179                  | 1972    | Klöckner Stahl Bremen 105 | Arcelor Bremen 105                                            |                        |             |
| 800180                  | 1972    | BE D 22                   | BE D 22                                                       | 98 80 0261 011-7 D-BE  |             |
| 800181                  | 1973    | Klöckner Stahl Bremen 106 | Arcelor Bremen 106                                            |                        |             |
| 800186                  | 1973    | WHE 20                    | Terminal Rubiera                                              |                        |             |
| 800187                  | 1974    | Klöckner Stahl Bremen 107 | Arcelor Bremen 107                                            |                        |             |
| 800190                  | 1978    | HVB 2                     | neg 2                                                         |                        |             |
| 800191                  | 1978    | WHE 22                    | Edile Ferroviari 1                                            |                        |             |
| 800192                  | 1978    | NIAG 4                    | Aluminiumwerk Norf 2                                          |                        |             |

## Bildergalerie

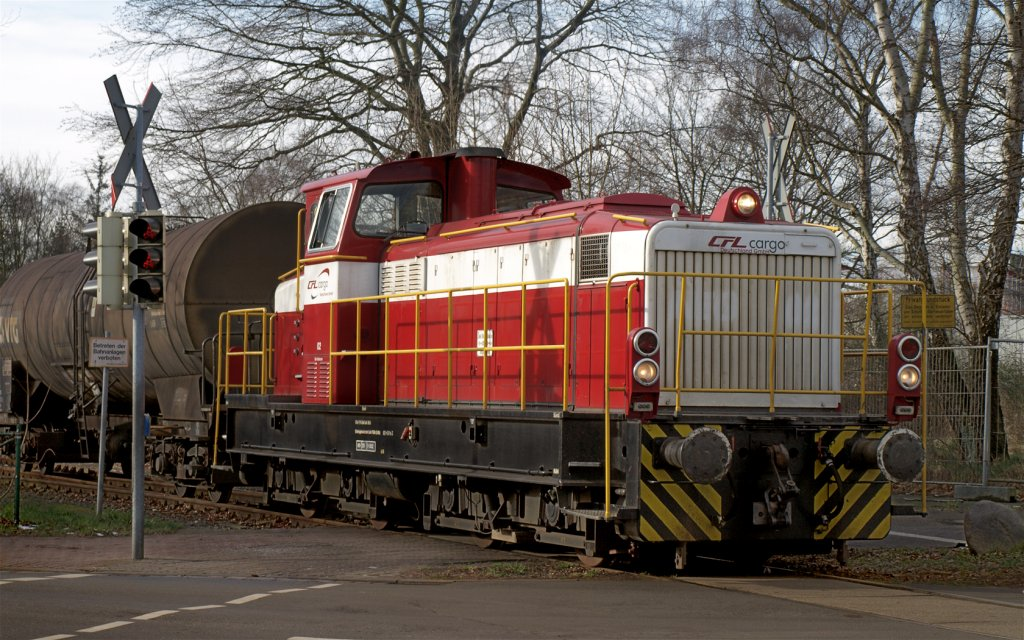
MaK G 1100 BB der CFL Cargo S.A.

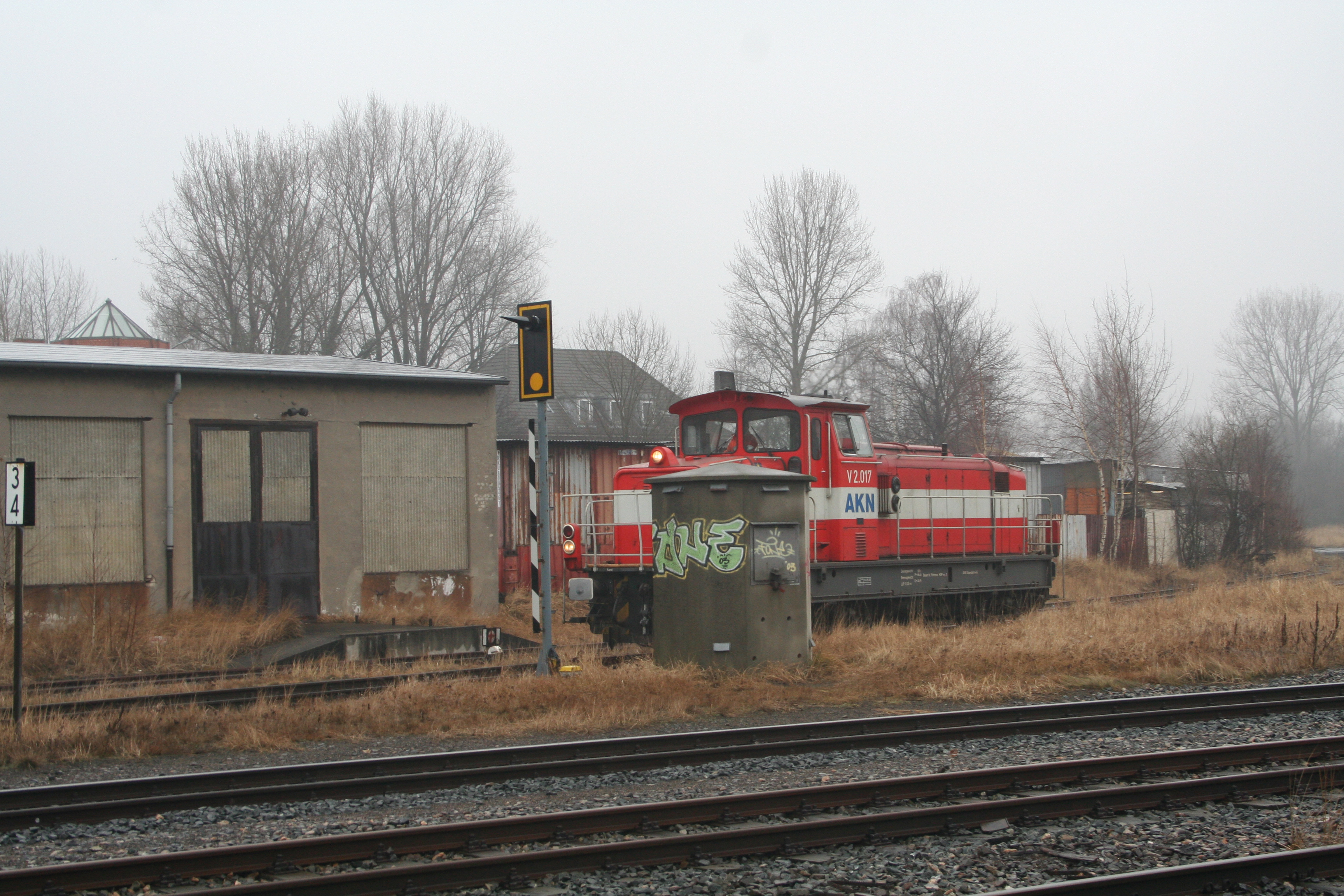
MaK G 1100 BB der AKN Eisenbahn

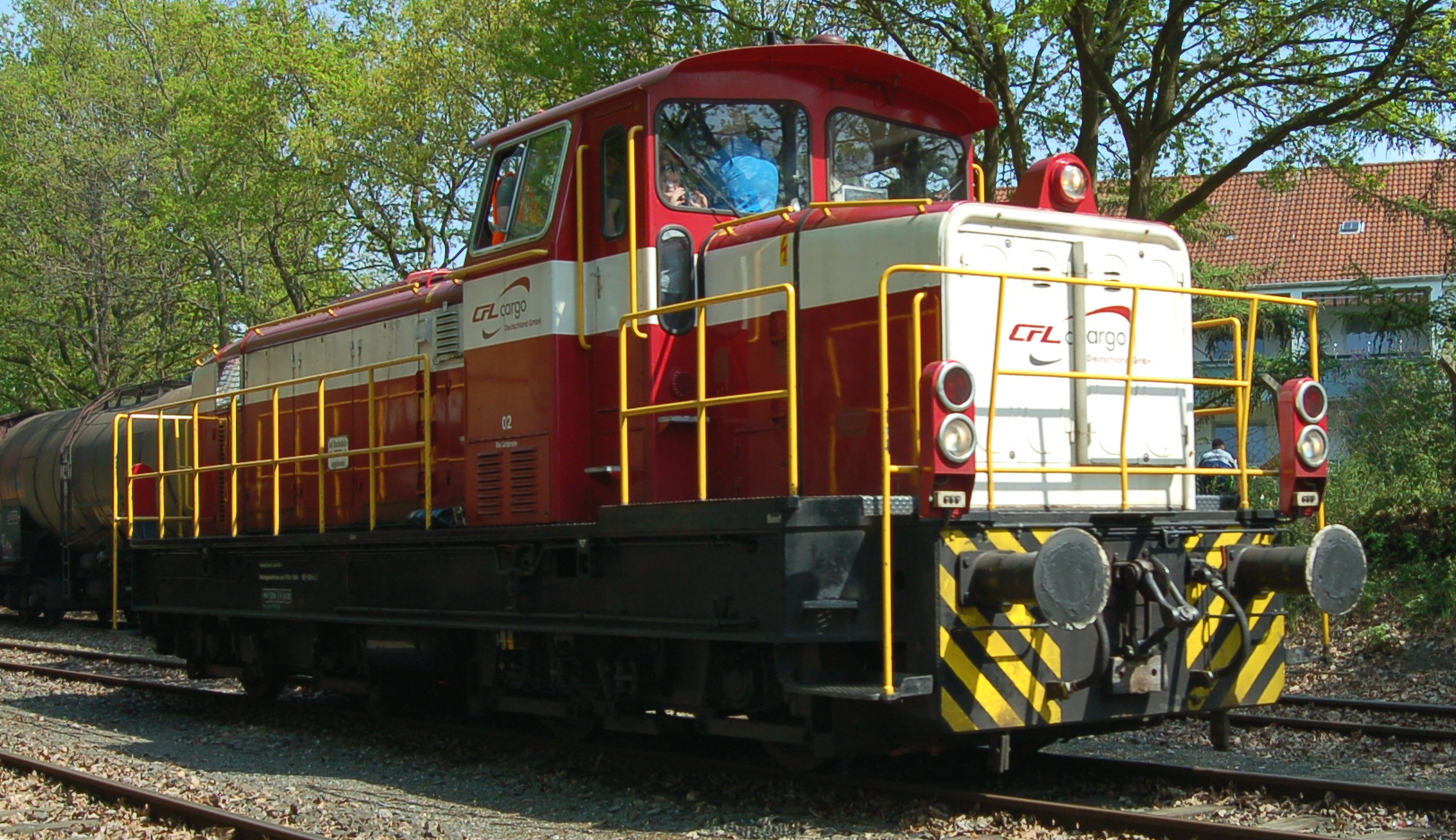
MaK G 1100 BB der CFL Cargo